# Pygoplites
Pygoplites is een monotypisch geslacht van straalvinnige vissen uit de familie van de engel- of keizersvissen.

## Soort
- Pygoplites diacanthus (Boddaert, 1772)